# Port fluvial de Krementchouk
Le port de Krementchouk est un port fluvial d'Ukraine sur le Dniepr depuis 1823.

## Histoire
En tant que voie navigable, le Dniepr ne fut accessible qu'à partir de 1932 avec la construction de barrage en sa partie supérieure.

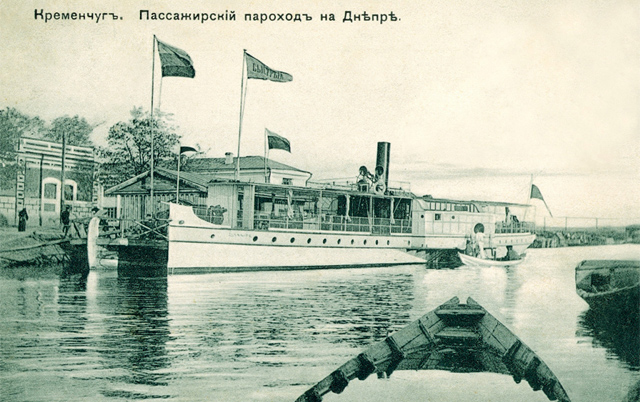
Vers 1900.

## Infrastructures et installations
Le port a quatre quais sur le Dniepr, et 3 répartis sur les rivières Donets, Sula et Vorskla.
La gare a été bâtie en 1985.

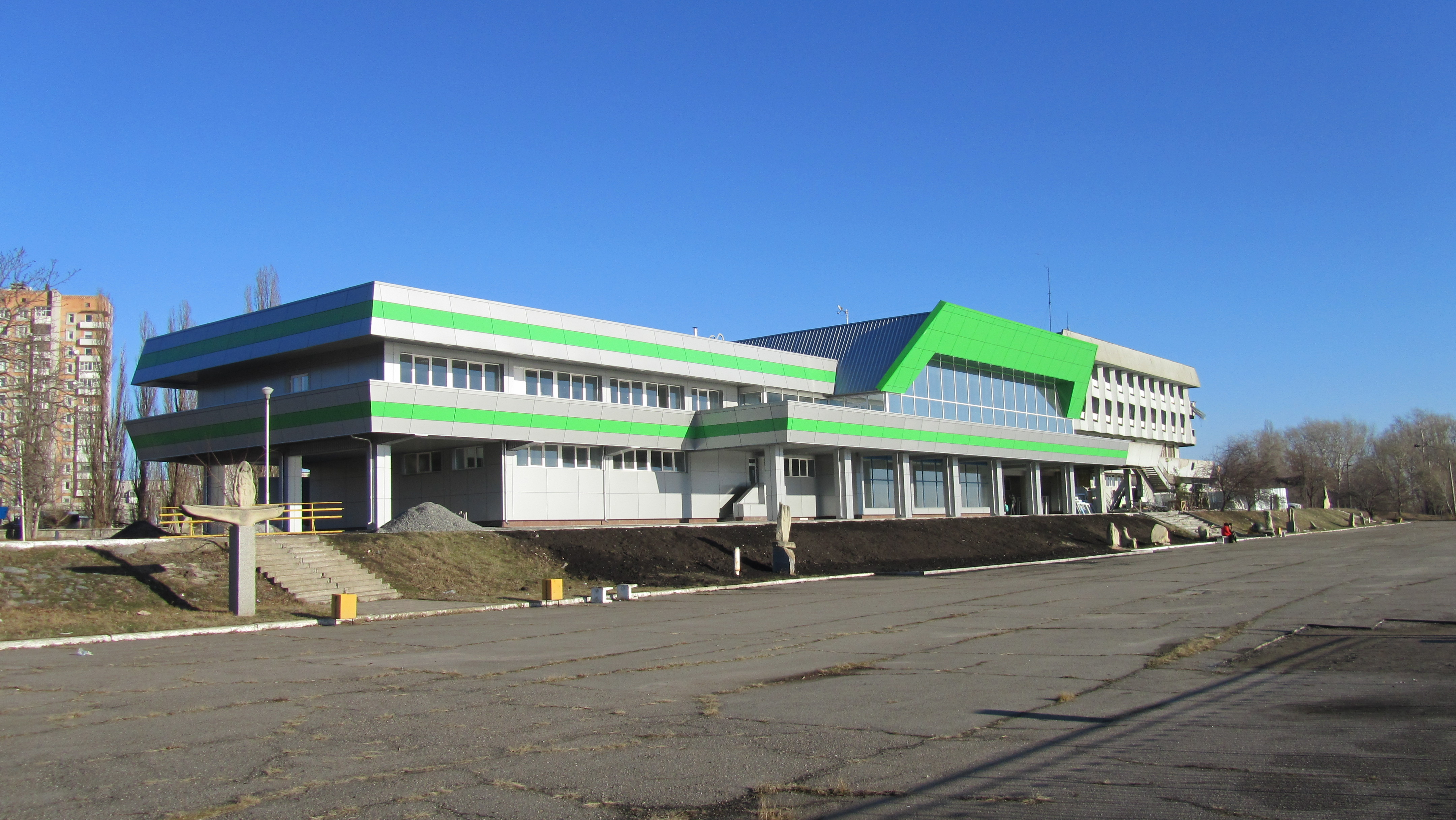
Bâtiment,
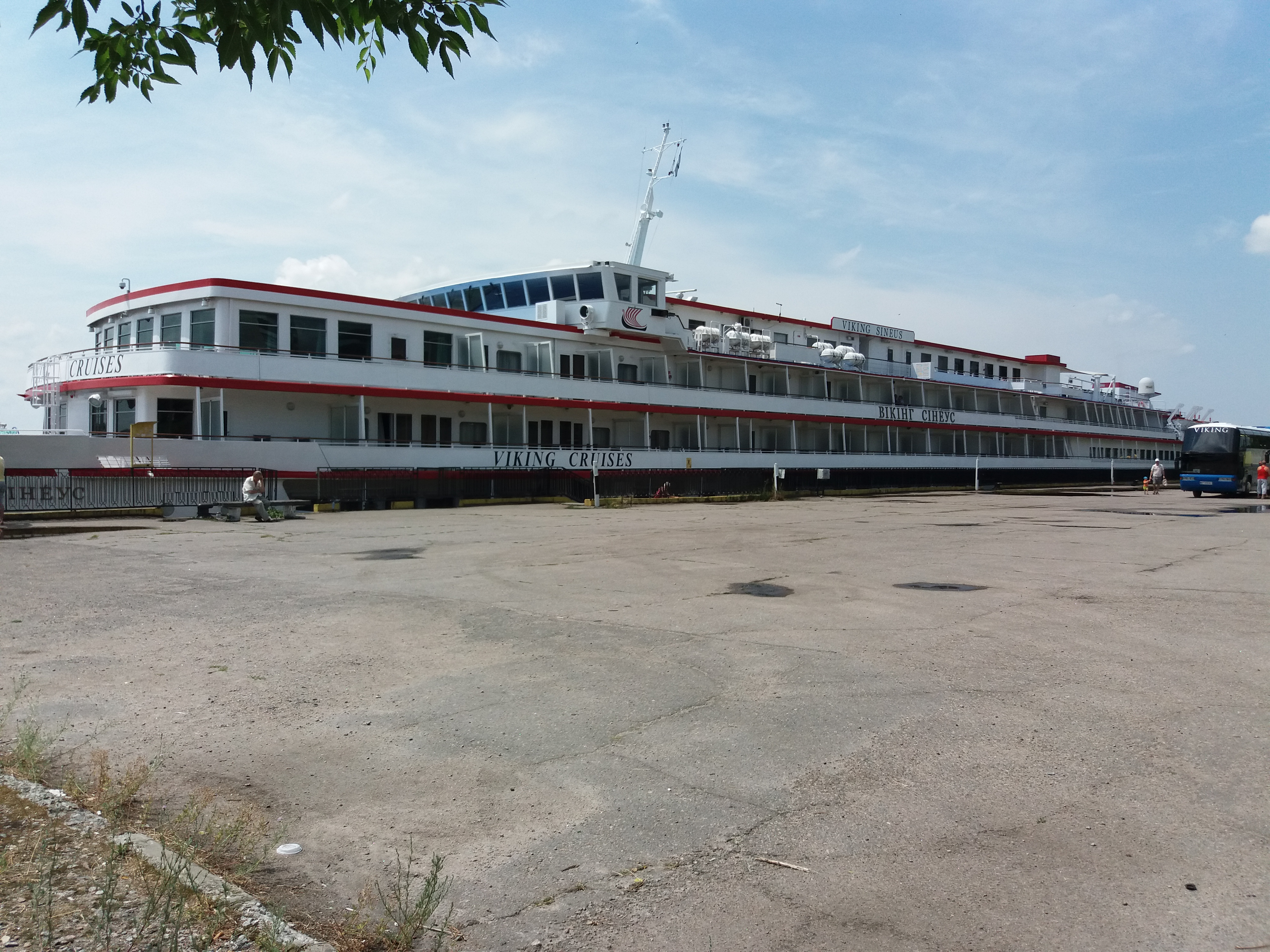
quai,
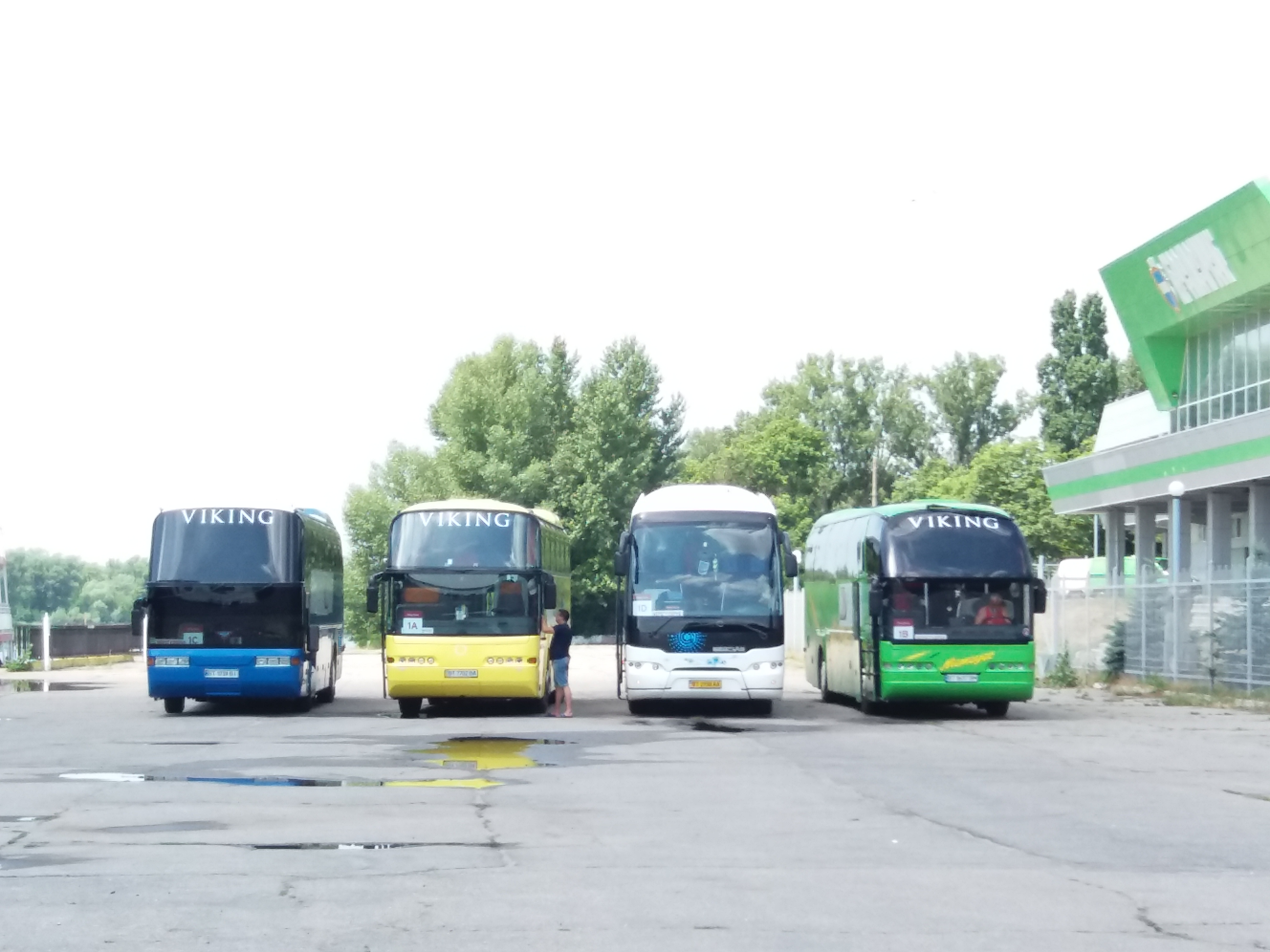
halte routière.